# Adam Erne
Adam Dennis Erne, född 20 april 1995, är en amerikansk professionell ishockeyforward som spelar för Detroit Red Wings i NHL.
Han har tidigare spelat för Tampa Bay Lightning i NHL; Syracuse Crunch och Grand Rapids Griffins i AHL; Remparts de Québec i LHJMQ samt Indiana Ice i USHL.
Erne draftades av Tampa Bay Lightning i andra rundan i 2013 års draft som 33:e spelare totalt.

## Statistik
| 2010–2011    | Indiana Ice           | USHL         | 45  | 10  | 8   | 18  | 49  | 3  | 0  | 1  | 1  | 0  |
| 2011–2012    | Remparts de Québec    | LHJMQ        | 64  | 28  | 27  | 55  | 32  | 11 | 2  | 4  | 6  | 10 |
| 2012–2013    | Remparts de Québec    | LHJMQ        | 68  | 28  | 44  | 72  | 67  | 11 | 5  | 5  | 10 | 19 |
| 2013–2014    | Remparts de Québec    | LHJMQ        | 48  | 21  | 41  | 62  | 65  | 1  | 1  | 0  | 1  | 2  |
|              | Syracuse Crunch       | AHL          | 8   | 1   | 3   | 4   | 2   | —  | —  | —  | —  | —  |
| 2014–2015    | Remparts de Québec    | LHJMQ        | 60  | 41  | 45  | 86  | 102 | 22 | 21 | 9  | 30 | 17 |
| 2015–2016    | Syracuse Crunch       | AHL          | 59  | 14  | 15  | 29  | 74  | —  | —  | —  | —  | —  |
| 2016–2017    | Tampa Bay Lightning   | NHL          | 26  | 3   | 0   | 3   | 11  | —  | —  | —  | —  | —  |
|              | Syracuse Crunch       | AHL          | 42  | 14  | 15  | 29  | 42  | 22 | 21 | 9  | 30 | 17 |
| 2017–2018    | Tampa Bay Lightning   | NHL          | 23  | 3   | 1   | 4   | 11  | —  | —  | —  | —  | —  |
|              | Syracuse Crunch       | AHL          | 41  | 12  | 14  | 26  | 38  | —  | —  | —  | —  | —  |
| 2018–2019    | Tampa Bay Lightning   | NHL          | 65  | 7   | 13  | 20  | 40  | 3  | 0  | 0  | 0  | 2  |
| 2019–2020    | Detroit Red Wings     | NHL          | 56  | 2   | 3   | 5   | 28  | —  | —  | —  | —  | —  |
| 2020–2021    | Detroit Red Wings     | NHL          | 45  | 11  | 9   | 20  | 26  | —  | —  | —  | —  | —  |
| 2021–2022    | Detroit Red Wings     | NHL          | 79  | 6   | 13  | 19  | 34  | —  | —  | —  | —  | —  |
| 2022–2023    | Detroit Red Wings     | NHL          | 61  | 8   | 10  | 18  | 21  | —  | —  | —  | —  | —  |
|              | Grand Rapids Griffins | AHL          | 9   | 0   | 5   | 5   | 4   | —  | —  | —  | —  | —  |
| NHL totalt   | NHL totalt            | NHL totalt   | 355 | 40  | 49  | 89  | 171 | 3  | 0  | 0  | 0  | 2  |
| AHL totalt   | AHL totalt            | AHL totalt   | 159 | 41  | 52  | 93  | 160 | 22 | 3  | 7  | 10 | 8  |
| LHJMQ totalt | LHJMQ totalt          | LHJMQ totalt | 240 | 118 | 157 | 275 | 266 | 45 | 29 | 18 | 47 | 48 |

### Internationellt
| Källa: Uppdaterad: 2023-02-05 | Källa: Uppdaterad: 2023-02-05 | Källa: Uppdaterad: 2023-02-05 |         | Utv = Utvisningsminuter | Utv = Utvisningsminuter | Utv = Utvisningsminuter | Utv = Utvisningsminuter | Utv = Utvisningsminuter |
| År                            | Lag                           | Mästerskap                    | Matcher | Mål                     | Assists                 | Poäng                   | Utv                     |                         |
| ----------------------------- | ----------------------------- | ----------------------------- | ------- | ----------------------- | ----------------------- | ----------------------- | ----------------------- | ----------------------- |
| 2012                          | USA                           | Ivan Hlinka                   | 4       | 5                       | 1                       | 6                       | 0                       |                         |
| 2015                          | USA                           | JVM                           | 5       | 0                       | 1                       | 1                       | 0                       |                         |
| Junior totalt                 | Junior totalt                 | Junior totalt                 | 9       | 5                       | 2                       | 7                       | 0                       |                         |